# 独立増分過程
加法過程（かほうかてい、英: additive process）または独立増分過程（どくりつぞうぶんかてい、英: independent increments process）とは、確率過程の一種であり、独立増分性によって特徴付けられる。ポール・ピエール・レヴィ(Paul Pierre Lévy)、アレクサンドル・ヒンチンなどによって詳しく調べられた。代表的かつ典型的な加法過程の例として、ウィーナー過程(ブラウン運動)がある。

## 定義

### 加法過程
確率空間{\displaystyle (\Omega ,{\mathcal {F}},P)}で定義された {\displaystyle \mathbb {R} ^{d}} -値確率過程 {\displaystyle X=\{X_{t}\}_{t\geq 0}} が加法過程であるとは次の条件をみたすときをいう:
1. {\displaystyle X_{0}=0}　a.s.
2. 任意の {\displaystyle t\geq 0,\varepsilon >0} に対して、{\displaystyle \lim _{h\to 0}P(|X_{t+h}-X_{t}|>\varepsilon )=0}.
3. {\displaystyle P(\Omega _{0})=1} を満たす {\displaystyle \Omega _{0}\in {\mathcal {F}}} が存在して、任意の {\displaystyle \omega \in \Omega _{0}} に対して {\displaystyle X_{t}(\omega ):t\mapsto X_{t}(\omega )} は右連続かつ左極限をもつ。
4. 任意の {\displaystyle n=1,2,\ldots } と {\displaystyle 0\leq t_{0}<t_{1}<\cdots <t_{n}<\infty } に対して、{\displaystyle X_{t_{0}},X_{t_{1}}-X_{t_{0}},\ldots ,X_{t_{n}}-X_{t_{n-1}}} は独立。

2. を確率連続性、3. をcàdlàg性、4. を独立増分性という。

### レヴィ過程
確率過程 {\displaystyle X=\{X_{t}\}_{t\geq 0}} がレヴィ過程であるとは、加法過程であって次の条件をみたすときをいう:
- 任意の {\displaystyle s\geq 0} に対して、{\displaystyle X_{t+s}-X_{t}} の分布は {\displaystyle t} には依存しない。

この条件を時間的一様性(time homogeneity)、または定常増分性という。